# Офикальцит

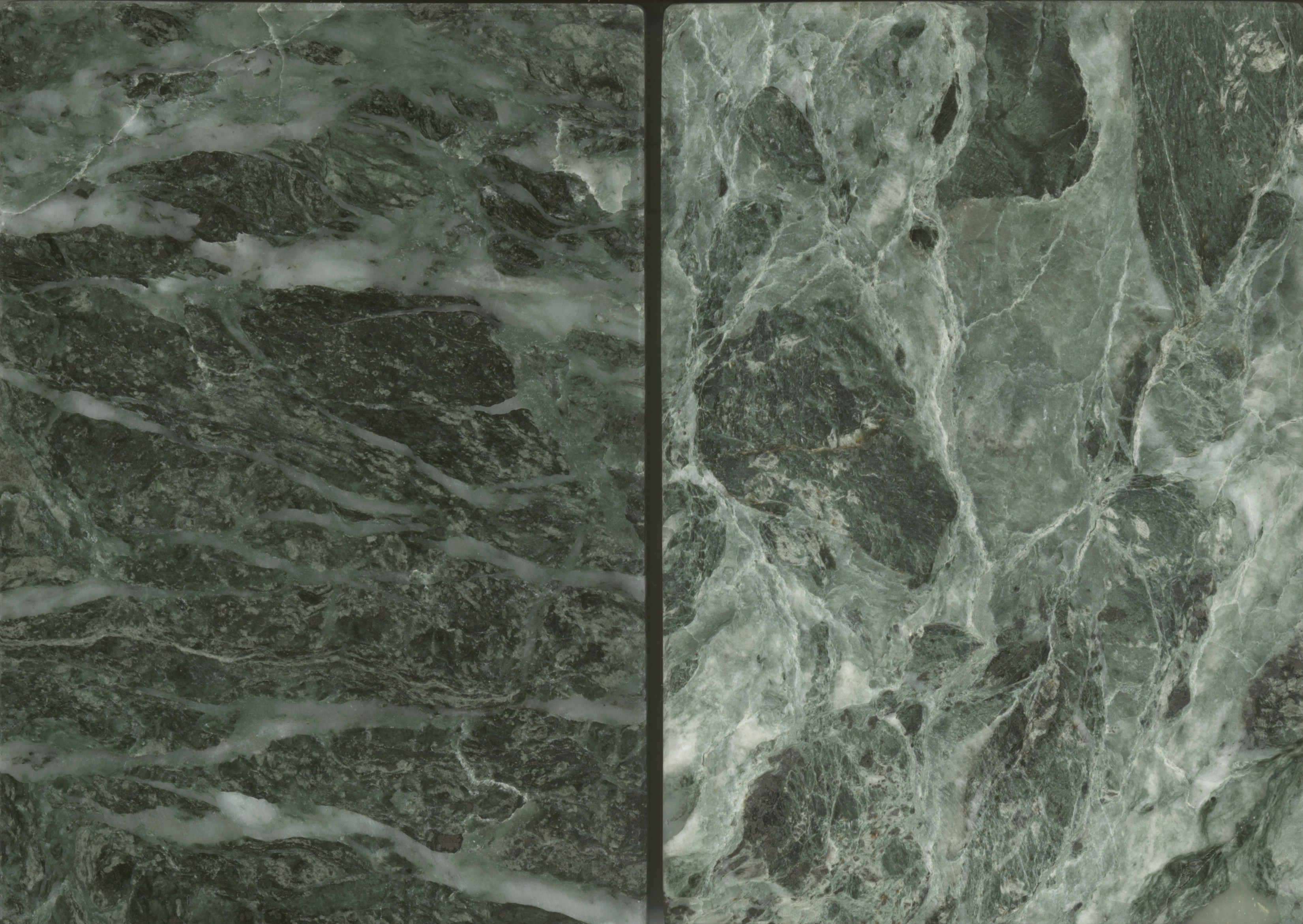
Экземпляр офикальцита из области Валле-д'Аоста, Италия

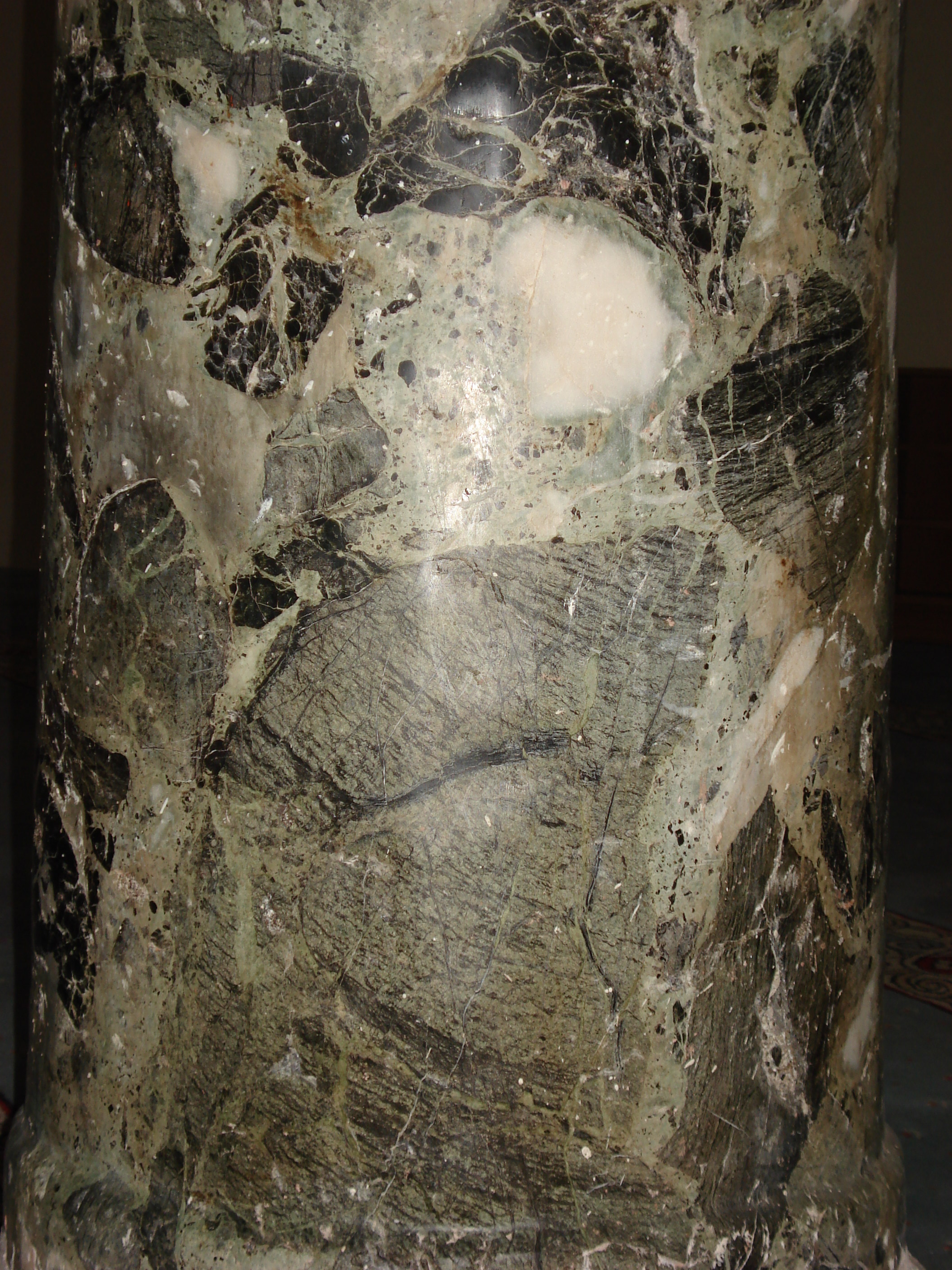
Колонна из храма Св. Софии в Константинополе

Офикальцит (от др.-греч. ὄφις «змея» и лат. calx «известняк») — мелкозернистая метаморфическая горная порода. В её состав входят кальцит и хризотил, которые как правило содержат многочисленные вкрапления и целые змеевидные прожилки благородного серпентина (также известного как офит или змеевик). По структуре напоминает известняк или мрамор, имеет мелкозернистую метаморфическую структуру. Офикальцит формируется обычно в результате контактного метаморфизма доломитовых пород. Офикальцит может иметь различные цвета и оттенки: жёлтый, зелёный, голубой и т. д. Отполированный офикальцит используется, как и цветной мрамор, для внутренней отделки интерьеров и экстерьеров, идёт на изготовление различного рода памятников, поделок, украшений и сувениров. В России и странах СНГ месторождения офикальцита имеются на Кавказе и Дальнем Востоке; за рубежом добыча ведётся со времён античности в Египте, позднее — в Италии, КНР, США, Мексике и др.

## Классификация разновидностей офикальцита по Броньару

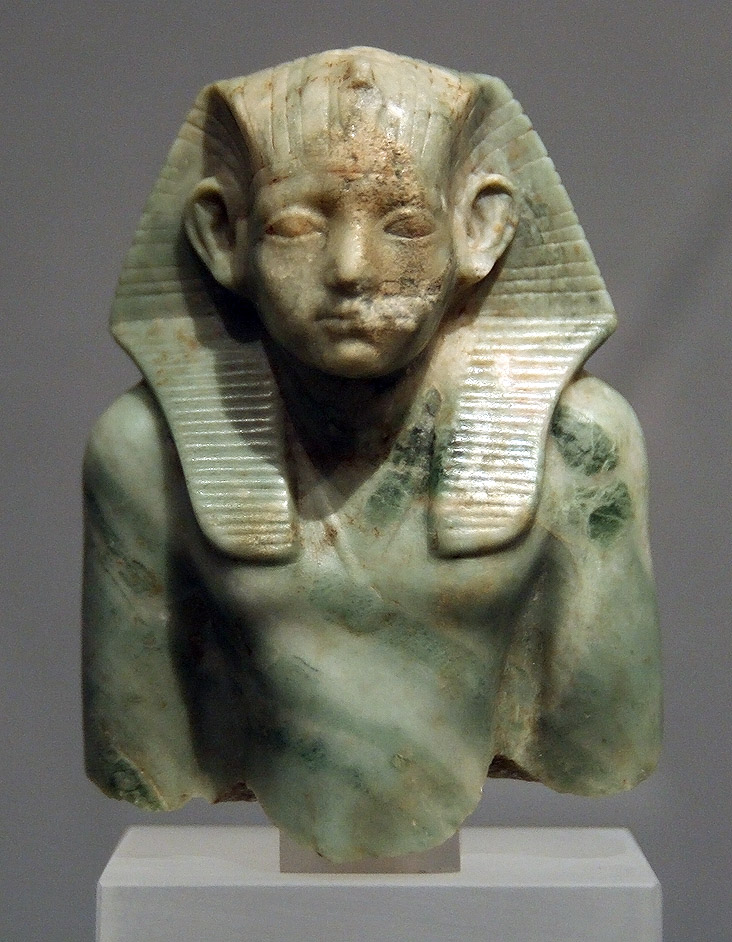
Статуя фараона Аменемхета III, ок. 1800 г. до н. э.

- Офикальцит зернистый (Ophicalce grenue): это сахароидный известняк, который содержит серпентин из талька, иногда слюды. Массивная структура отличает его от циполина. Встречается в ископаемых, в раковинах моллюсков и железе. Месторождения: Эльзасские Вогезы, горы Бареж в Пиренеях, Египет, Глен Тилт в Шотландии.
- Офикальцит сетчатый (Ophicalce réticulée): плотные овальные известняковые ядра объединены серпентиновой сетью. Месторождения: Валь-Сен-Кристоф Изер, Долина Мусель (миндально-серые или красноватые с сахароидной текстурой), Лебах, Фюрстенбергский мрамор в Гарце, Вилденфельс в области Саксония.
- Офикальцит прожилковатый (Ophicalce veinée): характеризуется различными по размеру и форме пятнами белого известняка серого или красноватого цвета, разделенных зелеными прожилками талька и серпентина, и также белыми известняковыми нитями. Также известен как древний или античный зелёный мрамор (Verd antique, verde antico). Месторождения: Египет, Сарранколин (Пиренеи), Фирми и Кассань возле Наджака, Савеньер в Мэн-и-Луара, горы Санта-Мария неподалеку от города Флоренция, Лавазера, близ залива Специя возле города Генуя, в городе Нью-Хейвен, Коннектикут (США) и др.